# Ансґар Веслінґ
Ансґар Веслінґ (нім. Ansgar Wessling, 3 травня 1961) — німецький академічний веслувальник.
Олімпійський чемпіон 1988 року в складі вісімки, бронзовий призер 1992 року в складі вісімки.
Чемпіон світу 1989, 1991 років у складі вісімки, срібний призер 1990 року в складі розпашної четвірки зі стерновим.